# Albert Gyulay
Albert Gyulay Maros Németh und Nádaska (Ofen, 12 settembre 1766 – Pest, 27 aprile 1835) è stato un generale austriaco di origini ungheresi.
La sua carriera militare iniziò combattendo contro i turchi ottomani, prestando poi servizio nell'esercito austriaco, sia nella Campagna delle Fiandre contro la prima repubblica francese, che sul Reno. Nel 1799, gravemente ferito, sopravvisse ad un'operazione di trapanatura del cranio, ma fu costretto a ritirarsi dal servizio militare attivo. Ma con lo scoppio delle Guerre napoleoniche riottenne il comando di diversi corpi d'armata durante la Guerra della Quinta coalizione. Guidò le armate austriache in diverse battaglie nel corso dell'invasione italiana del 1809. Dal 1810, fino alla sua morte fu proprietario di un reggimento personale. Era fratello minore del più famoso generale austriaco Ignác Gyulay, nonché zio del feldmaresciallo Ferenc Gyulay.

## Biografia

### I primi anni e l'inizio della carriera militare
Nacque in una nobile famiglia ungherese, il 12 settembre 1766. Ricevette un'accurata preparazione militare come cadetto presso l'Accademia Militare Teresiana di Wiener Neustadt. Dal 1º maggio 1784, venne nominato tenente del I reggimento degli Ussari. Suo padre, Sámuel Gyulay, dal 1773, era ufficiale generale e proprietario del XXXII reggimento di fanteria, rimanendo in carica sino al 1802, anno del suo decesso. Sua madre era Anna Bornemisza de Kászon. Nell'ottobre del 1787 venne trasferito brevemente al XIX reggimento di fanteria,  Alvinczi, prima di entrare, nel dicembre 1787, nel XLIV reggimento degli Ussari Szekler. Nel 1788, con lo scoppio della Guerra austro-turca, presero avvio i primi combattimenti, proprio nella sua natia terra di Transilvania. Il 26 agosto 1788 si distinse in una schermaglia al passo di Törzburg a capo di uno squadrone di ussari. Nel febbraio 1789, Gyulay venne trasferito quindi nel reggimento di suo padre, con il grado di capitano dei granatieri, per cui prese parte, nell'autunno 1789, ai combattimenti che condussero all'Assedio di Belgrado. Durante l'ultimo e vittorioso assalto alle difese di Belgrado, guidò la sua compagnia nelle file del comando di Franz von Werneck, città che capitolò l'8 ottobre 1789. Il 21 dicembre 1789, venne ricompensato con la croce di cavaliere dell'Ordine Militare di Maria Teresa.

### Gli anni della Rivoluzione Francese
Nel 1793 prese parte come combattente alla Guerra della Prima coalizione, venendo promosso, il 1º maggio 1793, nel Freikorps O'Donnel, al rango di maggiore. Gli anni successivi passò in servizio nella brigata del conte di Bellegarde dove fu solo impegnato in azioni di minore importanza. Nel corso della Battagli di Tournay, il 22 maggio 1794, sconfisse le truppe francesi. In quello stesso anno sposò Justine Wynants. Il 19 aprile 1797, prese parte alla Battaglia di Neuwid sul Reno, combattimenti successivi alla sconfitta di Werneck. In quello stesso mese, nel reggimento di suo padre, ricevette la promozione a tenente colonnello.
Il 26 aprile 1798, venne promosso colonnello del nuovo XLVIII reggimento di fanteria. Nella Guerra della Seconda coalizione, il 26 aprile 1799, le sue truppe vennero sconfitte dagli attacchi francesi nel corso della Battaglia di Verona. Nel corso della Battaglia di Magnano del 6 aprile 1799, il suo reggimento fece parte della brigata del generale Ferdinand Minckwitz, nella divisione di Konrad Valentin von Kaim. Mentre conduceva un attacco alla divisione francese del generale Antoine Delmas, Gyulay venne colpito alla testa da una palla di moschetto. Il proiettile venne rimosso a Verona, tramite una delicata operazione di trapanamento del cranio, ma la ferita era grave, per cui costrinse Gyulay a ritirarsi dall'esercito. Il 24 luglio 1800 venne nominato Generale di brigata.

### La campagna del 1809

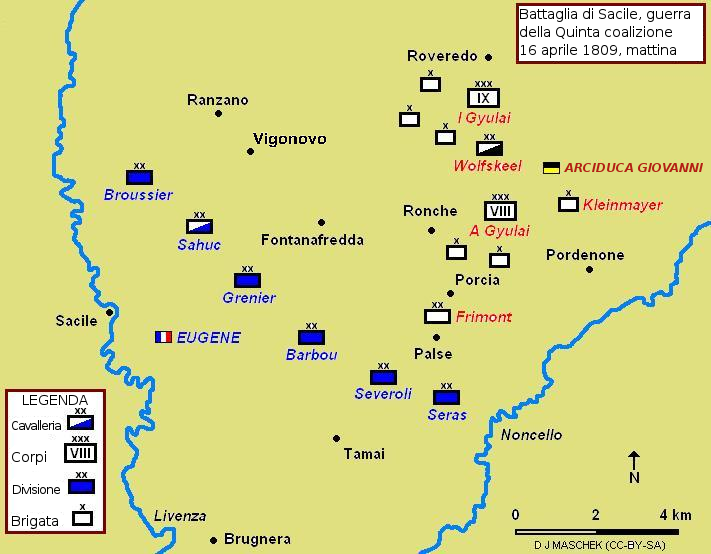
La battaglia di Sacile, 16 aprile 1809: le posizioni della mattina dello scontro

Tornò in servizio attivo nel 1803, venendo elevato, il 14 agosto 1808, al rango di feldmaresciallo luogotenente. Lo scoppio della Guerra della Quinta coalizione lo pose al comando di una divisione dell'VIII Corpo d'armata, al comando di Johann Gabriel Chasteler de Courcelles. Nell'aprile 1809, allo scoppio della Ribellione tirolese, l'arciduca Giovanni d'Asburgo-Lorena inviò Chasteler de Courcelles in Tirolo con un esercito di circa 10 000 uomini, nominando Gyulay comandante dell'VIII corpo d'armata. Per coincidenza, suo fratello maggiore Ignác Gyulay era a capo del IX corpo d'armata, la principale unità nell'armata dell'arciduca.

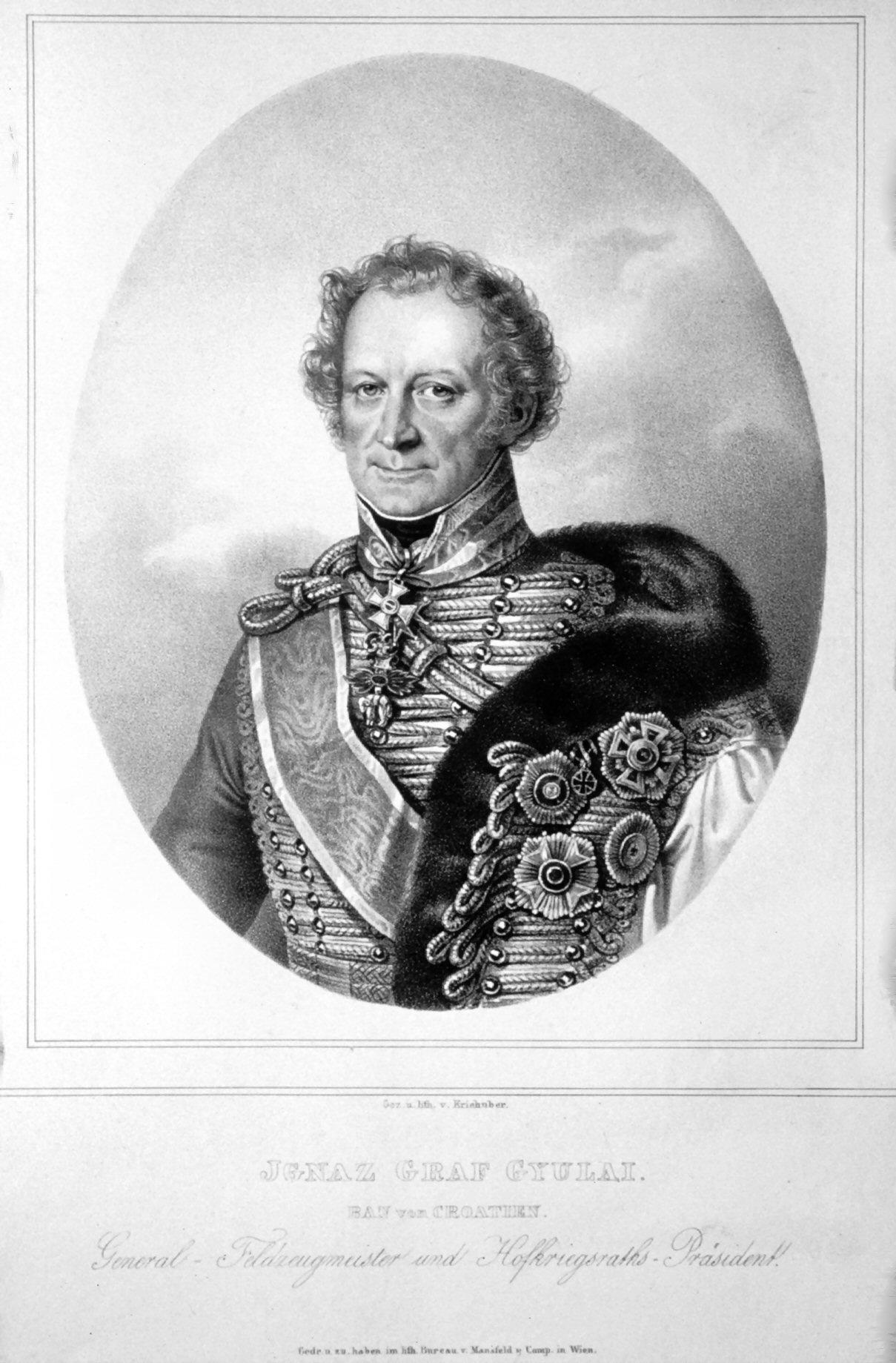
Ignác Gyulay, Bano di Croazia, fratello maggiore di Alberto

Il 10 aprile 1809, l'VIII corpo d'armata di Albert Gyulay avanzò da Tarvisio verso Udine, occupandola due giorni dopo, città nei pressi della quale si unì al corpo d'armata di suo fratello che proveniva da Laibach, l'attuale Lubiana. Successivamente le armate austriache si scontrarono con le armate di Eugène de Beauharnais. Nel frattempo, l'arciduca Giovanni formò una terza unità di manovra, un'armata di avanguardia, posta sotto il comando del generale Johann Maria Philipp Frimont. L'avanguardia venne creata dalla II divisione Frimont dell'VIII corpo d'armata. La sera del 14 aprile 1809, l'arciduca Giovanni ordinò una marcia notturna, con in testa l'avanguardia, seguita dall'VIII corpo d'armata e il IX in retroguardia. Frimont entrò in contatto con le armate francesi presso Pordenone la mattina del 15 aprile 1809, sconfiggendole. I francesi persero 500 tra uomini e feriti, vi furono più 2.000 prigionieri, mentre gli austriaci perseron tutto, 253 uomini.
Nell'attesa dell'imminente arrivo delle due divisioni, Eugenio, il 16 aprile 1809, azzardò un combattimento contro l'armata dell'arciduca Giovanni nel corso della battaglia di Sacile. Eugenio pianificò l'attacco di due divisioni al villaggio di Porcia, dove nel frattempo, Frimont e Gyulay avevano appostato le loro truppe. Ritardato dal tempo piovoso, il corpo d'armata di Ignác Gyulay si accampò dietro l'VIII corpo d'armata. Giovanni anticipò l'attacco di Eugenio pensando di utilizzare i battaglioni di Albert Gyulay e di Frimont per assorbire l'urto iniziale, mentre Ignác Gyulay si sarebbe spostato lungo il fianco nemico. La mattina dell'attacco alle truppe di Frimont a Porcia, Albert Gyulay lanciò un contrattacco che poco impressionò i francesi. Eugenio prese Porcia, ma Gyulay e le sue truppe resistettero tanto fieramente che Eugenio fu costretto ad inviare una quarta divisione, lasciandolo, oltre alla cavalleria, con una sola divisione di fanteria. Ritardato nuovamente dalla pioggia, i suoi rinforzi non giunsero mai al campo di battaglia. Fu in quel momento che Ignaz Gyulay avanzò sul malridotto fianco sinistro francese.

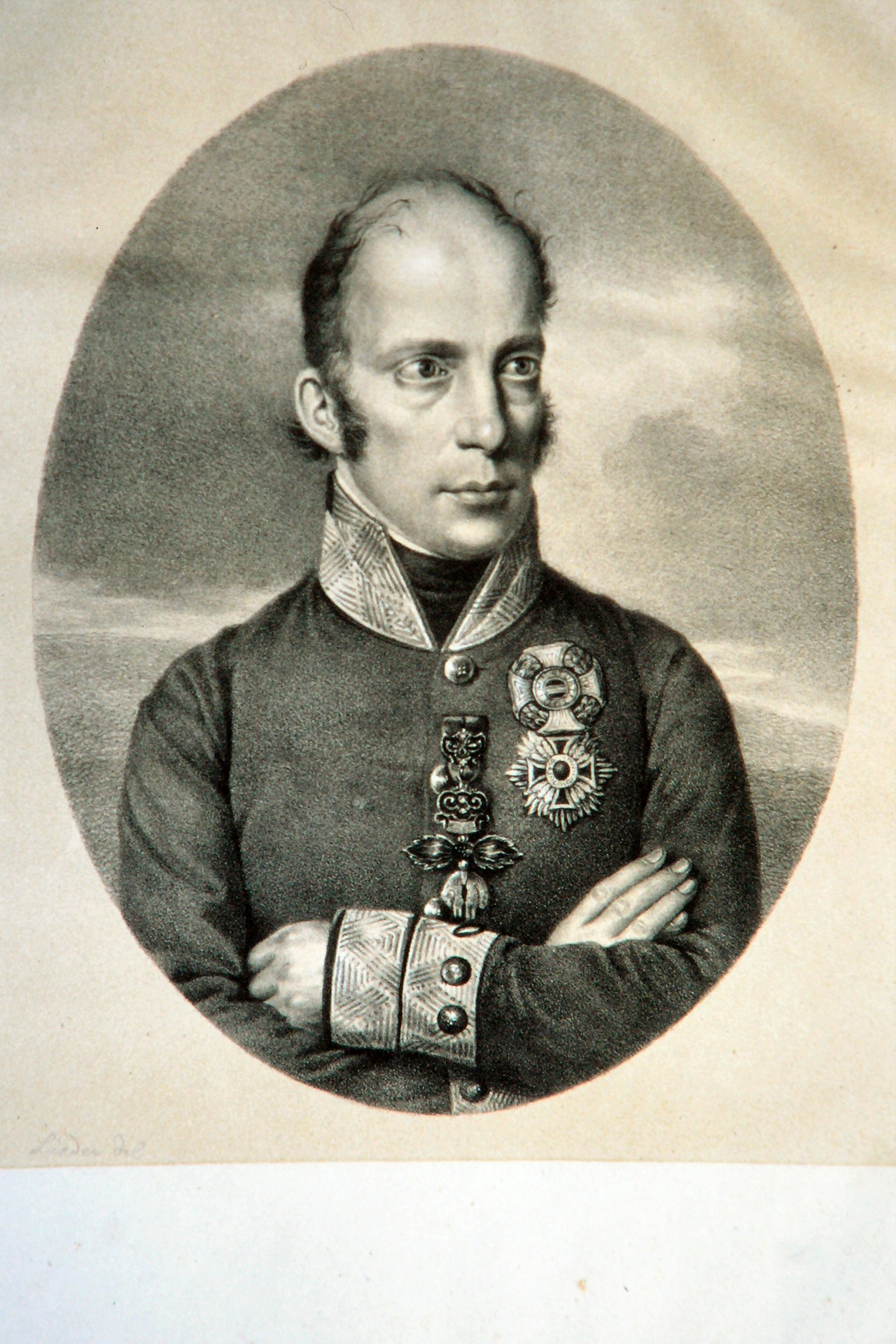
L'arciduca Giovanni d'Asburgo-Lorena

Quando Eugenio richiamò la sua quarta divisione per riparargli il fianco sinistro, le truppe di Albert Gyulay ripresero Porcia. Dopo una giornata di combattimenti, alle 17 il comandante francese accettò la sconfitta e ordinò la ritirata. Ignác Gyulay fece avanzare due divisioni e una di cavalleria sul fianco sinistro delle armate di Eugenio, mentre Albert Gyulay e Frimont respinsero le tre divisioni sulla destra. L'VIII corpo d'armata ebbe la peggio per le perdite di parte austriaca, dove rimasero in 2.617 tra uomini e feriti, 532 prigionieri e 697 dispersi, per un totale di 3.846. Le perdite francesi ammontarono a 3.000 tra morti e feriti, con 19 cannoni e 3.500 prigionieri caduti in mano austriaca.

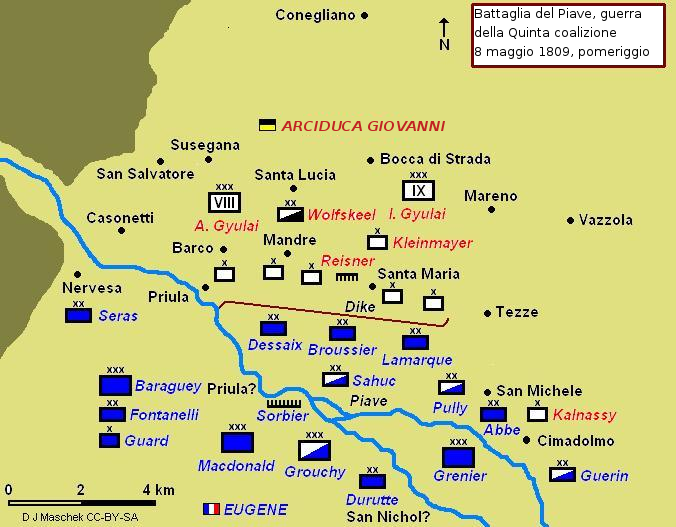
La Battaglia del Piave dell'8 maggio 1809: le posizioni nel pomeriggio

Dalla fine di aprile, Eugenio si ritirò a Verona dove ottenne nuovi rifornimenti e riorganizzò le proprie armate. L'arciduca Giovanni prese posizione sul fianco sinistro dietro la linea del fiume Adige a Legnago col fianco destro coperto da Albert Gyulay presso il fiume Alpone a Soave, non lontano dal vittorioso campo di battaglia francese che era stata la Battaglia di Arcole del 1796. Il 29 aprile, Paul Grenier raggiunse Soave, ma Albert Gyulay respinse l'attacco sebbene non fu sufficiente a respingere l'attacco italiano a Castelcerino che minacciò il fianco austriaco. I francesi persero 1000 uomini contro i 400 austriaci tra morti e feriti, oltre a 300 prigionieri. Albert Gyulay contrattaccò il giorno successivo con 6000 fanti e riprese Castelcerino cacciando i 5000 difensori. Le perdite austriache furono di 300 tra morti e feriti e 572 dispersi, mentre i francesi persero 409 uomini. Il 1º maggio, Giovanni si ritirò ad est fermandosi al fiume Brenta prima di attraversare il Piave ed accamparsi presso Conegliano.

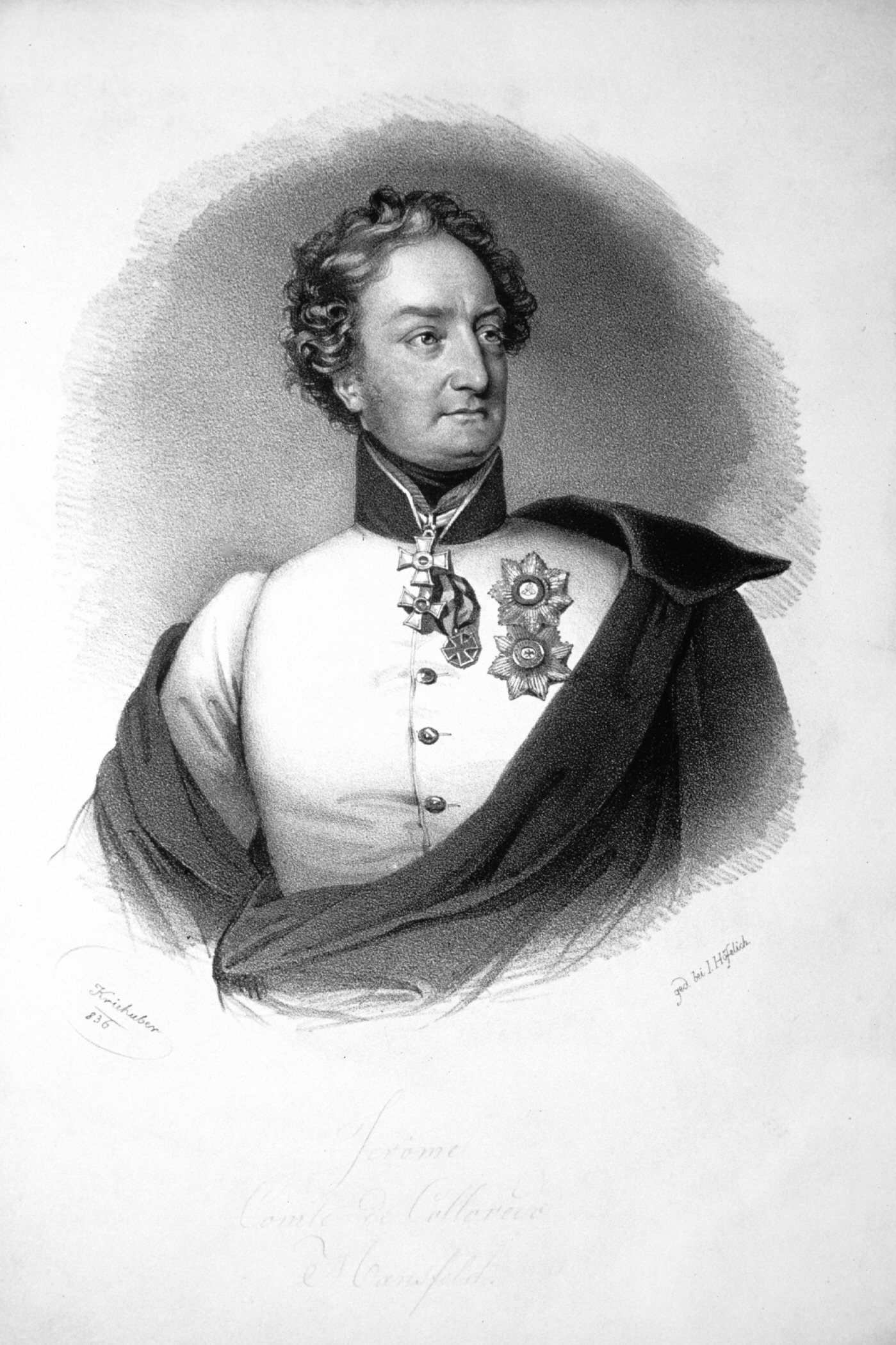
Hieronymus Colloredo

Divenne quindi evidente che Eugenio poteva dire bloccata la propria avanzata e pertanto Giovanni ordinò alla sua armata di riprendere le posizioni per difendere il Piave. Quando la divisione di fanteria leggera del conte Dessaix attraversò il fiume l'8 maggio combattendo nella Battaglia del Piave, le truppe di Giovanni si spinsero tanto vicine al fiume Piave da insospettire Eugenio. Allo stesso tempo, il corpo d'armata di Albert Gyulay era composto da sole quattro brigate al comando del conte Hieronymus Karl von Colloredo-Mansfeld e da Anton Gajoli. Dessaix si trovò nel bel mezzo di una carica di cavalleria guidata da Christian Wolfskeel von Reichenberg, che respinse impiegando i suoi voltiguers. Ma nulla poterono i francesi sotto il fuoco di 24 batterie d'artiglieria.
Eugenio rinforzato dalle truppe di Dessaix che consistevano in altri 5000 uomini e quattro cannoni con due divisioni di cavalleria e 20 cannoni supplementari, decise di lanciare la cavalleria contro i cavalieri austriaci. Un dragone francese colpì in pieno Wolfskeel, mentre il suo secondo in comando cadde prigioniero. L'artiglieria rimase con dieci cannoni, ma il resto caddero nelle mani dei nemici.
Le truppe francesi vittoriose ricercarono i fuggitivi sino a quando non incontrarono Colloredo e Gajoli, spiegati in forze dietro il canale Piavisella. Incapaci di trovare una via d'uscita, i francesi dovettero ritirarsi malgrado il basso morale dei nemici che non riuscirono ad approfittare perciò del momento. Più tardi, nel pomeriggio, il comandante francese lanciò l'attacco finale inviando il corpo dei genieri contro il fianco sinistro austriaco ed il corpo del generale Jacques MacDonald contro la linea di Albert Gyulyai alla Piavisella. Quando i genieri si allungarono sul fianco sinistro, Giovanni ordinò al generale la ritirata verso Conegliano. I francesi persero 2000 uomini, mentre gli austriaci ebbero 398 morti, 697 feriti, 1681 prigionieri e 1120 dispersi per un totale di 3.896 uomini e 15 cannoni persi.

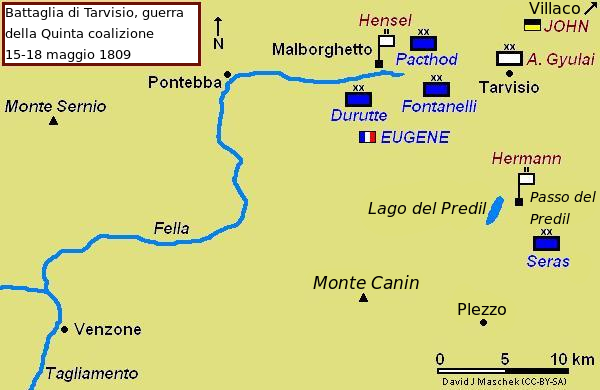
Battaglia di Tarvisio che illustra i forti di Malborghetto e Predil

Col ritiro di Giovanni, divise la sua armata, inviandone una parte al IX corpo d'armata a est per difendere la Carniola (moderna Slovenia) al comando di Ignác Gyulay. Come Bano di Croazia, Ignác ebbe l'autorità di sedare l'insurrezione croata nella sua milizia. Col resto della sua armata, Giovanni marciò a nord-est verso la base austriaca di Villach e richiamò Chasteler dal Tirolo per aiutarlo a difendere la frontiera. Dopo aver piegato la retroguardia di Frimont a San Daniele del Friuli l'11 maggio, Eugenio seguì Giovanni a nord-est. Malgrado il suo contrattacco, Frimont si scontrò coi nemici ancora a Venzone e riuscì a bruciare i ponti locali prima del loro arrivo.
L'arciduca riorganizzò la sua armata in tre corpi: Ignác Gyulay assemblò 14 880 uomini e 26 cannoni in quattro brigate a Kranj (Krain). Albert Gyulay difese Tarvisio con 8.340 uomini e 20 cannoni con le brigate capeggiate da Gajoli, Franz Marziani e Peter Lutz. Il corpo di Frimont si attestò a Villach con 13 060 uomini e 22 cannoni divisi in quattro brigate. Inoltre Giovanni controllava la divisione di Franjo Jelačić con 10 200 uomini e quella di Andreas Stoichevich con 8 100 soldati in Dalmazia.

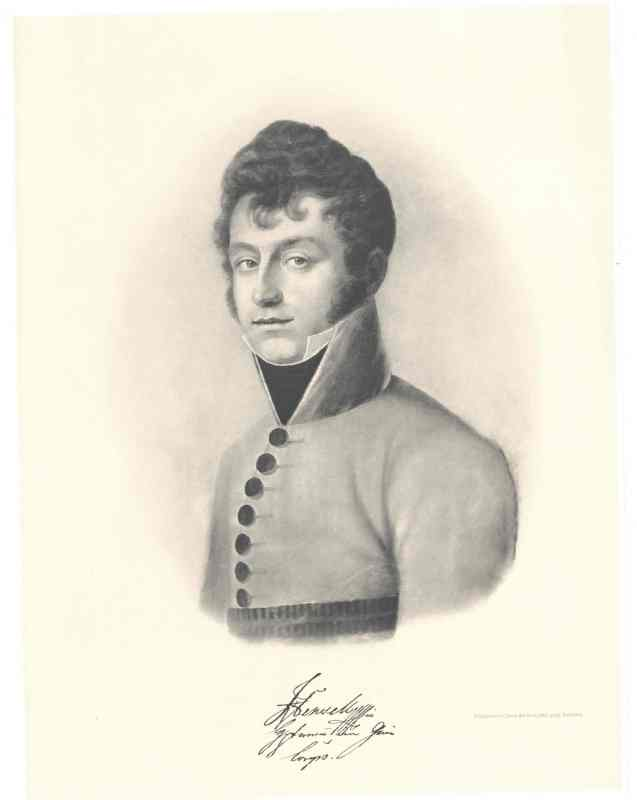
Friedrich Hensel

Tentando di rompere la barriera alpina, Eugenio inviò MacDonald ad est con 14 000 uomini su tre divisioni, la divisione di Jean-Baptiste Dominique Rusca a nord nell'alta valle del Piave, e la divisione di Jean Mathieu Seras a nord presso il fiume Isonzo. Prese con sé 25 000 uomini di Grenier e di Louis Baraguey d'Hilliers ma coi ponti distrutti gran parte dei trasporti della cavalleria e dell'artiglieria dovettero essere fatti su strada.
Attestato a Tarvisio con soli 6000 uomini, Albert Gyulay cercò di fermare l'avanzata francese. A Malborghetto Valbruna ed al Passo del Predil le posizioni vennero difese dal capitano Friedrich Hensel con 650 fanti e 10 cannoni, e dal capitano Johann Hermann con 250 granatieri e 8 pezzi d'artiglieria. Eugenio e Seras giunsero appena prima dei due forti il 15 maggio ed iniziarono la Battaglia di Tarvisio. Baraguey d'Hilliers superò Malborghetto con due divisioni e si scontrò col grosso dell'forze di Gyulay il 16 maggio a Tarvisio, mentre Grenier mosse le sue divisioni all'assalto delle posizioni presso il forte di Malborghetto. Iniziata alle 9.30 del 17 maggio con 15 000 truppe, la battaglia perdurò per soli trenta minuti. Hensel e 350 austriaci vennero uccisi e tra i 50 ed i 300 vennero catturati. Grenier riportò 80 morti ma le perdite furono probabilmente superiori.

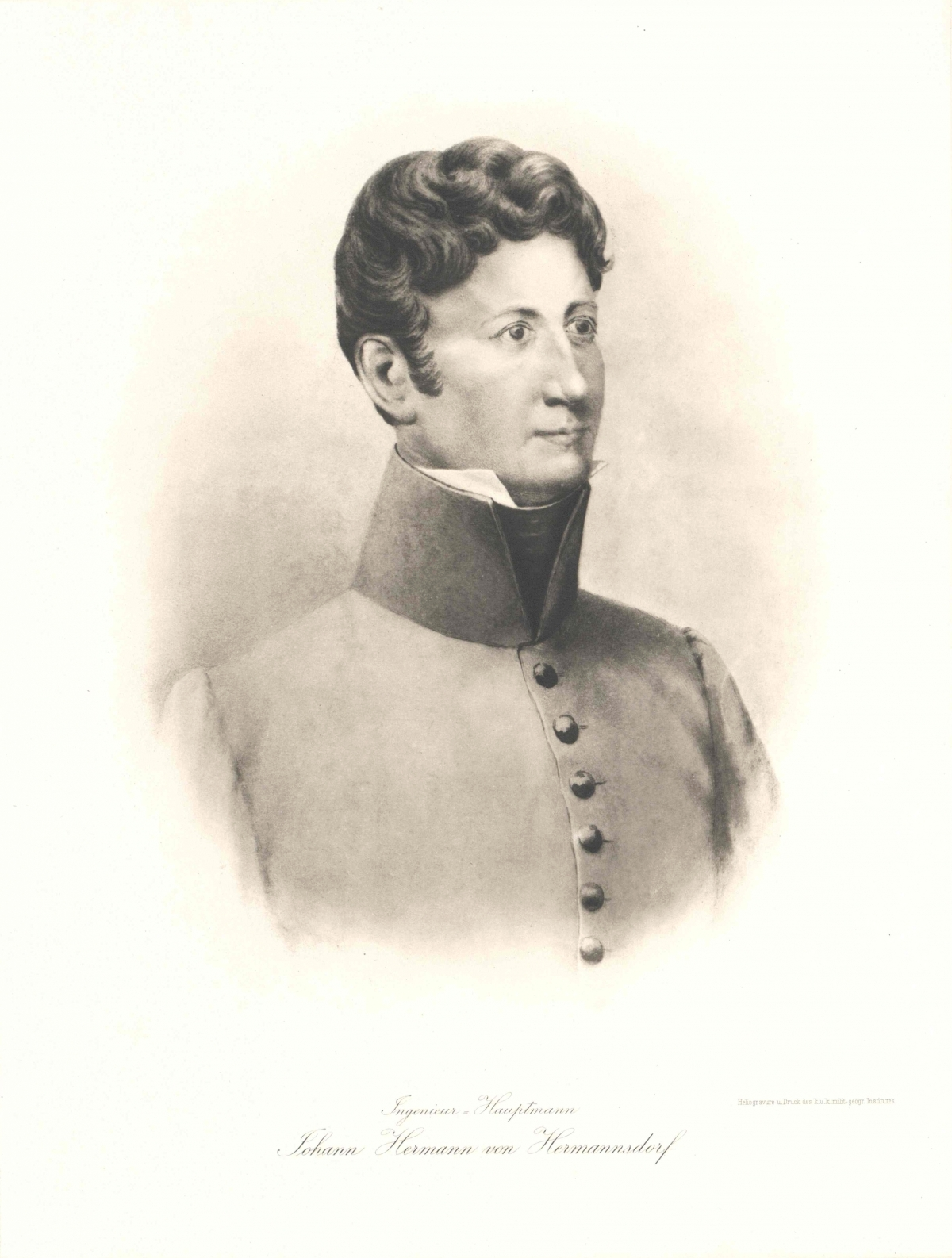
Johann Hermann

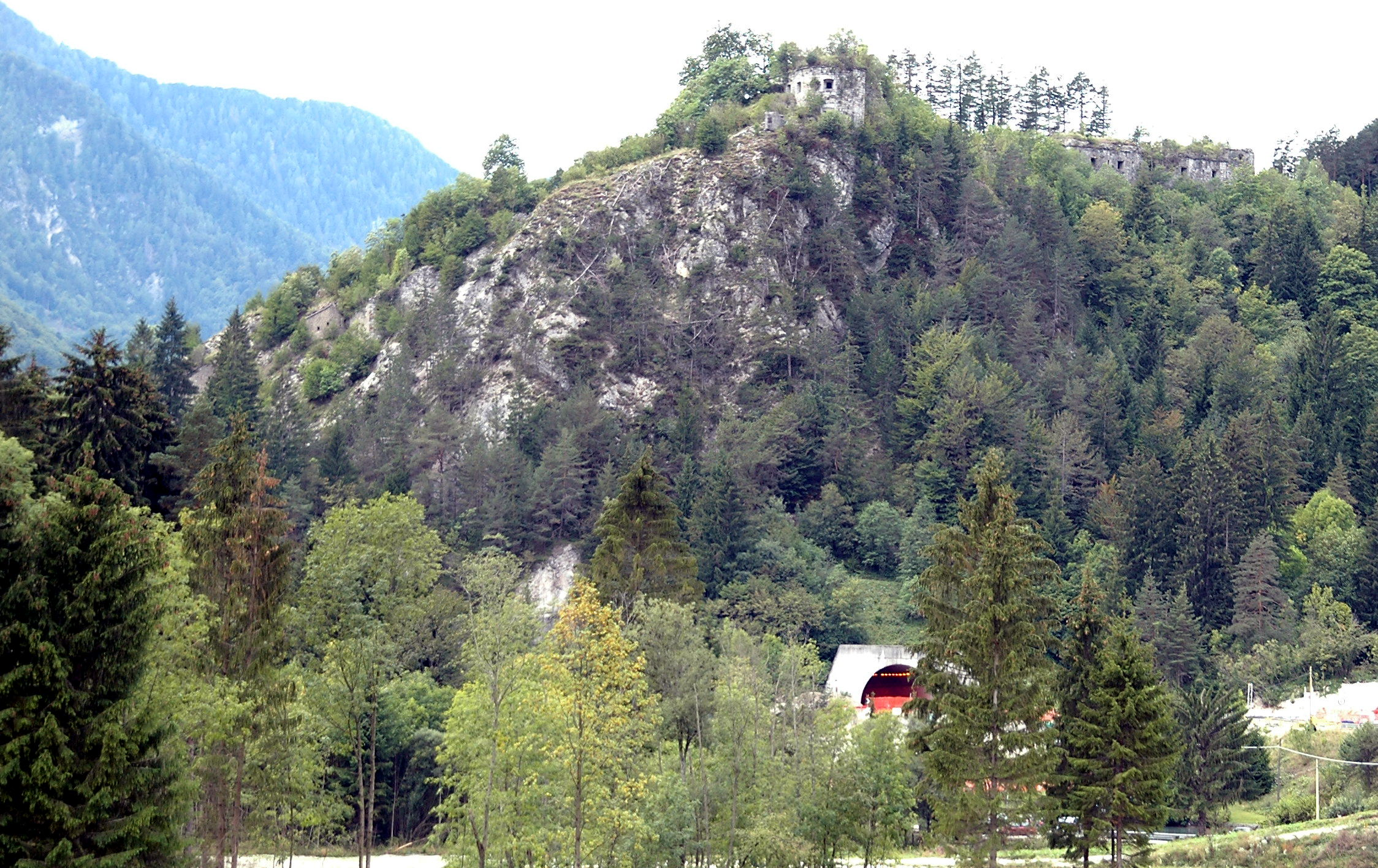
Il forte di Malborghetto

Nel frattempo, Albert Gyulay abbandonò Tarvisio e si portò sul lato est del villaggio e per quanto la posizione non fosse delle migliori, le fortificazioni resistettero per quanto le batterie armate fossero 10 su 24 previste. Egli dispiegò elementi delle brigate Gajoli, Marziani e Lutz, più la fanteria del 27º reggimento di fanteria Strassoldo. Dopo aver messo in sicurezza Malborghetto, Grenier rapidamente mosse le sue due divisioni per riunirsi a quelle di Baraguey d'Hilliers a Tarvisio in un attacco a mezzogiorno. Una divisione italiana si lanciò contro il fianco sinistro dell'armata di Gyulay ed iniziò a fiancheggiare le posizioni austriache. Quando la linea iniziò a cedere, le truppe di Grenier avanzarono, costringendo Gyulay ad ordinare la ritirata. Su pressione di numeri superiori, le truppe austriache si impanicarono e persero 3000 uomini tra morti, feriti e prigionieri. Gyulay riportò la perdita di 217 uomini, 271 feriti e 1301 prigionieri, oltre a 170 dispersi, per un totale di 1.959 uomini e sei cannoni.
A sud, Seras non fu in grado di prendere il Predil con la sua artiglieria. Necessitando il Predil per far passare la propria cavalleria, artiglieria e i treni rifornimenti, Eugenio inviò tre battaglioni da Tarvisio in aiuto alle forze impegnate nella conquista. Il 18, Seras attaccò Grenzers con 8.500 uomini e 12 cannoni. Dopo un'eroica ultima permanenza, Hermann e suo nipote rimasero uccisi. I franco-italiani persero 450 uomini tra morti e feriti. Dopo la sconfitta, Gyulay non fu in grado di seguire Giovanni nella sua ritirata a Graz. Al contrario, egli seguì il corso del fiume Drava a est e si riunì con l'armata dell'arciduca a Szentgotthárd in Ungheria il 2 giugno. Gyulay mancò la Battaglia di Raab il 14 giugno.

### Gli ultimi anni
L'imperatore Francesco I d'Austria lo nominò proprietario del 21º reggimento di fanteria Albert Gyulay il 7 febbraio 1810, posizione che il Gyulay mantenne per il resto della sua vita. Venne nominato comandante del corpo d'armata di riserva del Danubio nel 1813 e di una divisione durante la campagna dei Cento Giorni nel 1815. Morì il 27 aprile 1835 a Pest. Albert e Justine ebbero quattro figli, Sámuel Belá Crescencius (1803–1886), Albert (n. 1805), Lajos (n. 1845) e Anna Jozefa (n. 1837).